# Bestune E01
Bestune E01 – elektryczny samochód osobowy typu crossover klasy średniej produkowany pod chińską marką Bestune od 2020 roku.

## Historia i opis modelu

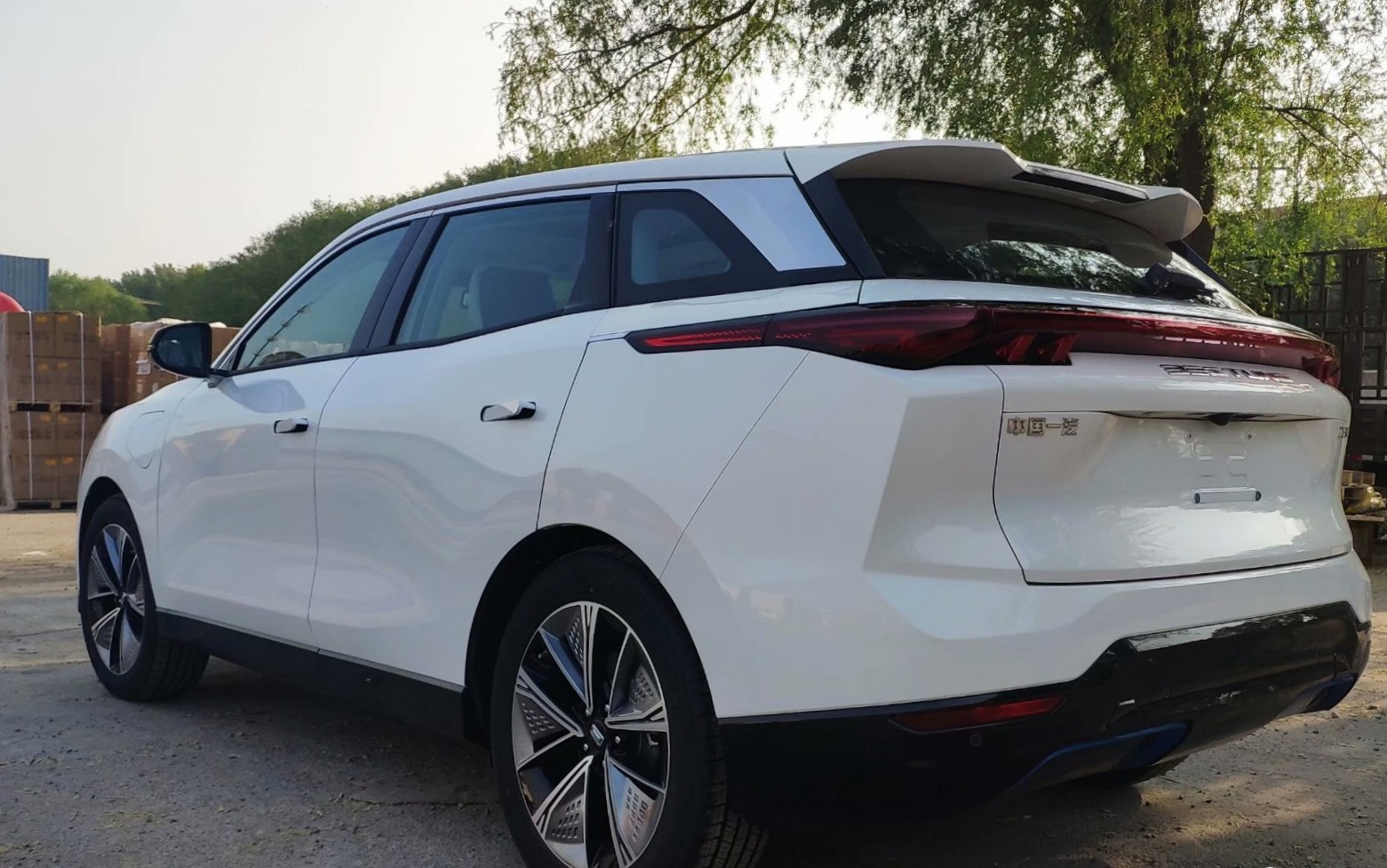
Bestune E01 - tył

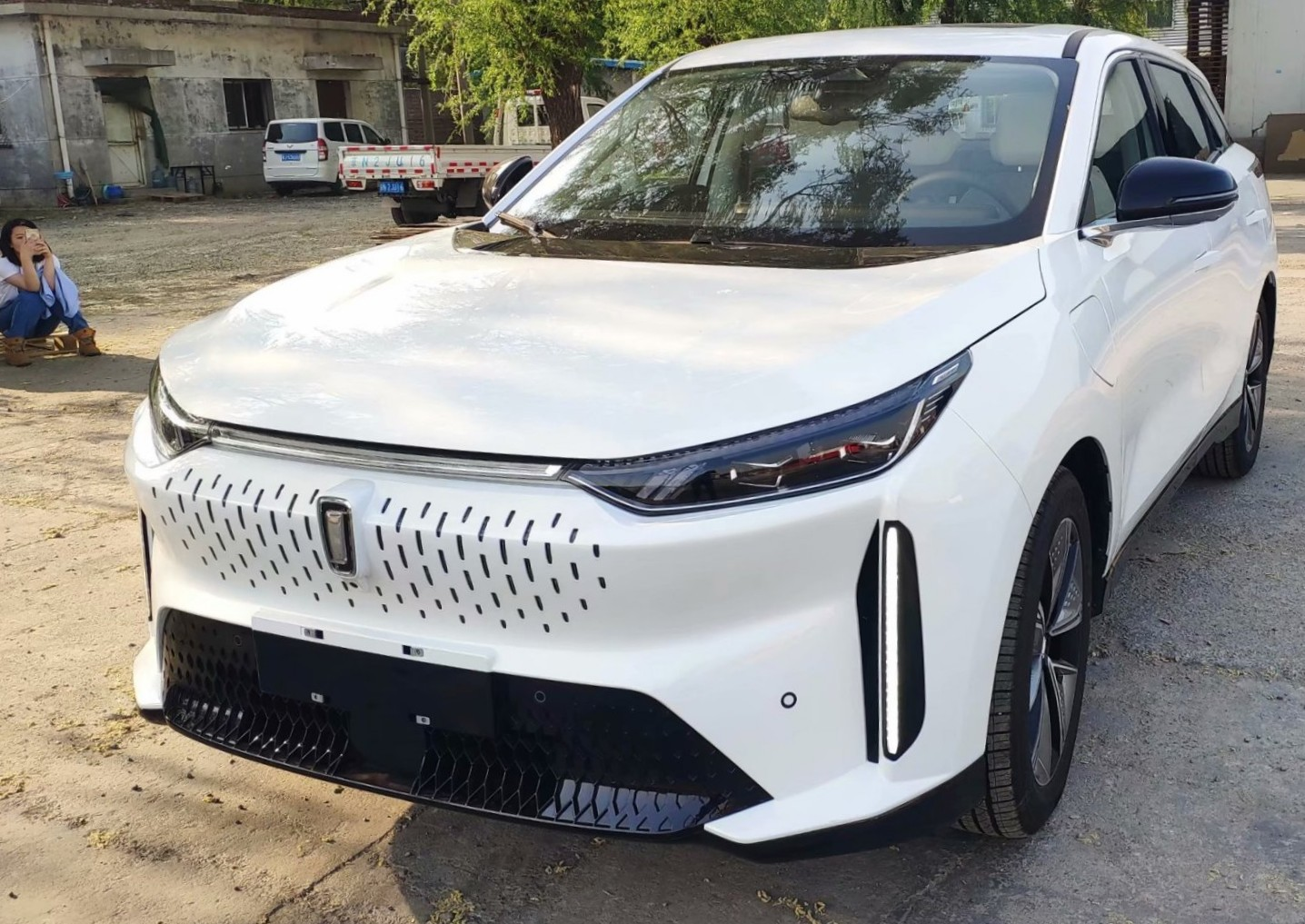
Bestune E01 - pas przedni

W sierpniu 2020 roku Bestune przedstawiło swój pierwszy w pełni elektryczny samochód w postaci średniej wielkości crossovera E01. Samochód zyskał futurystyczną stylizację nawiązującą do spalinowych modeli Bestune, z wąskimi i podłużnymi reflektorami oraz lampami, a także wysoko poprowadzoną linią okien.
W kabinie pasażerskiej producent zdecydował się użyć znany już z modeli T77 i T99 system elektronicznego asystenta kierowcy w postaci hologramu 3D umieszczonego na górnej krawędzi deski rozdzielczej.
Deska rozdzielcza złożyła się z dotykowych wyświetlaczy, które poza systemem multimedialnym i funkcjami drogowymi pozwalają także korzystać z klimatyzacji.

### Sprzedaż
Producent rozpoczął zbieranie zamówień na Bestune E01 tuż po premierze, w sierpniu 2019 roku. Samochód trafił do sprzedaży z wyłącznością dla wewnętrznego rynku chińskiego.

### Dane techniczne
Układ elektryczny Bestune E01 tworzy silnik elektryczny o mocy 190 KM, który umożliwia rozwinięcie maksymalnego momentu obrotowego 320 Nm. Dzięki baterii o pojemności 61,34 kWh samochód rozwija maksymalny zasięg na jednym ładowaniu do 450 kilometrów według chińskiej procedury pomiarowej NEDC. 